# Will Eisner
Will Eisner (kunstnernavn for William Erwin Eisner) (født 6. marts 1917, død 3. januar 2005) var en amerikansk tegneserie-tegner og -forfatter, der fik sit gennembrud med tegneserierne om den maskerede detektiv The Spirit, som han påbegyndte i 1940. Han lavede den selv frem til 1942, hvor han blev indkaldt til den amerikanske hær. Under Eisners militærtjeneste blev serien tegnet af andre, men de var ikke så gode som Eisner. Som soldat tegnede Eisner oplysningshæfter om brugen af militært materiel. Da anden verdenskrig var slut, kom han til at tegne The Spirit igen. I hans senere år stod han som en af foregangsmændene for den grafiske roman.
Ud over sine mange serier skrev og tegnede han også bogen Tegneserien & den grafiske fortælleteknik, der er et mesterligt studium i tegneseriens mange facetter, virkemidler og teknikker. Eisner havde mange fans blandt europæiske intellektuelle på grund af seriernes personlige dybde, empatiske personskildringer og skarpe, men menneskekærlige holdninger til mange emner. Eisner var jøde, og det smittede af på hans forståelse for og skildringer af mennesker, der blev udsat for en ofte tilfældig skæbne. Serierne fordømmer ikke nogen, og selv heltene er fejlbarlige. Det er ofte skurkene, der drevet af deres selvfordømmelse ender med at skabe deres eget tragiske og fatale endeligt. Han brugte ofte storbyens rum – gader, baggårde, bygninger – som en næsten levende ramme for og forlængelse af personernes skæbne i sine serier.

## Udgivelser på dansk
De fleste af Will Eisners tegneserier er udkommet på dansk. Enkelte på forlaget Carlsen, men hovedparten på det lille danske forlag Bogfabrikken:
- En kontrakt med Gud (1978) (på dansk på Carlsen if i 1979)
- Storbyen
- Bygningen: Historien om en næsten levende bygnings historiske udvikling i New York
- Den fjerne torden, del 1 og 2: Selvbiografisk skildring af hans egen ungdom og udvikling.
- Sidste dag i Vietnam
- Den sidste ridder : en introduktion til Don Quixote af Miguel de Cervantes
- En familiesag
- Prinsessen og frøen
- Den hvide hval: en introduktion til Herman Melvilles Moby Dick
- Dropsie Avenue: Historien om en næsten levende gades historiske udvikling i New York
- Usynlige mennesker
- Spirit, fx

6. Kvinderne omkring Spirit
8. Mit navn er Nigelle
9. Detektivens lærling
10. Den sidste sporvogn
11. Hekse, spøgelser og Spirit
12. Ingen vej tilbage
13. I den søde juletid
14. En mand i sin bedste alder
15. Sammy
16. Opgør med Octopus
- Tegneserien & den grafiske fortælleteknik. Will Eisner. Stavnsager 1986. ISBN 87-7275-086-3